# Probolomyrmex okinawensis
Probolomyrmex okinawensis är en myrart som beskrevs av Mamoru Terayama och Kazuo Ogata 1988. Probolomyrmex okinawensis ingår i släktet Probolomyrmex och familjen myror. Inga underarter finns listade i Catalogue of Life.

## Bildgalleri

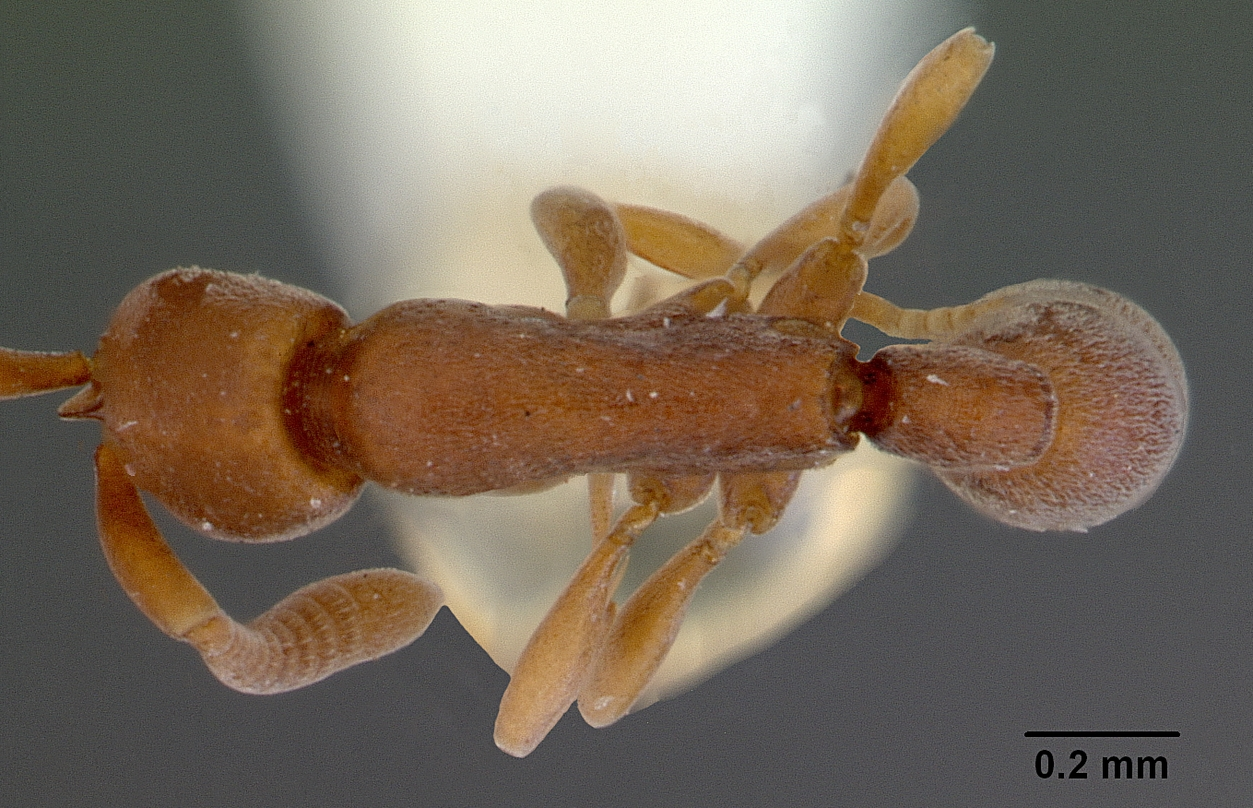
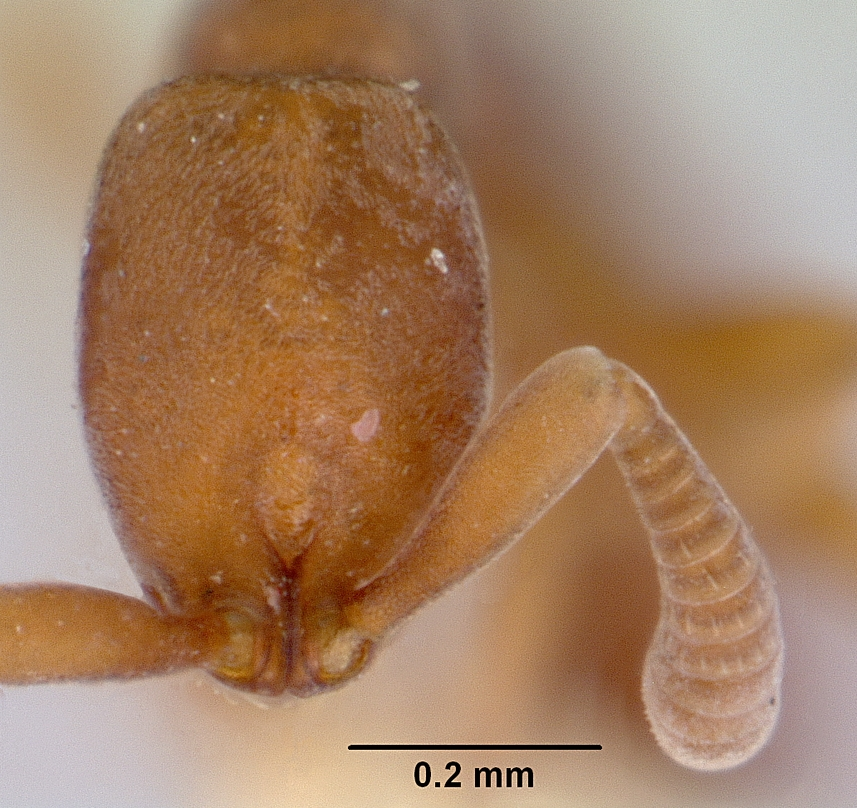
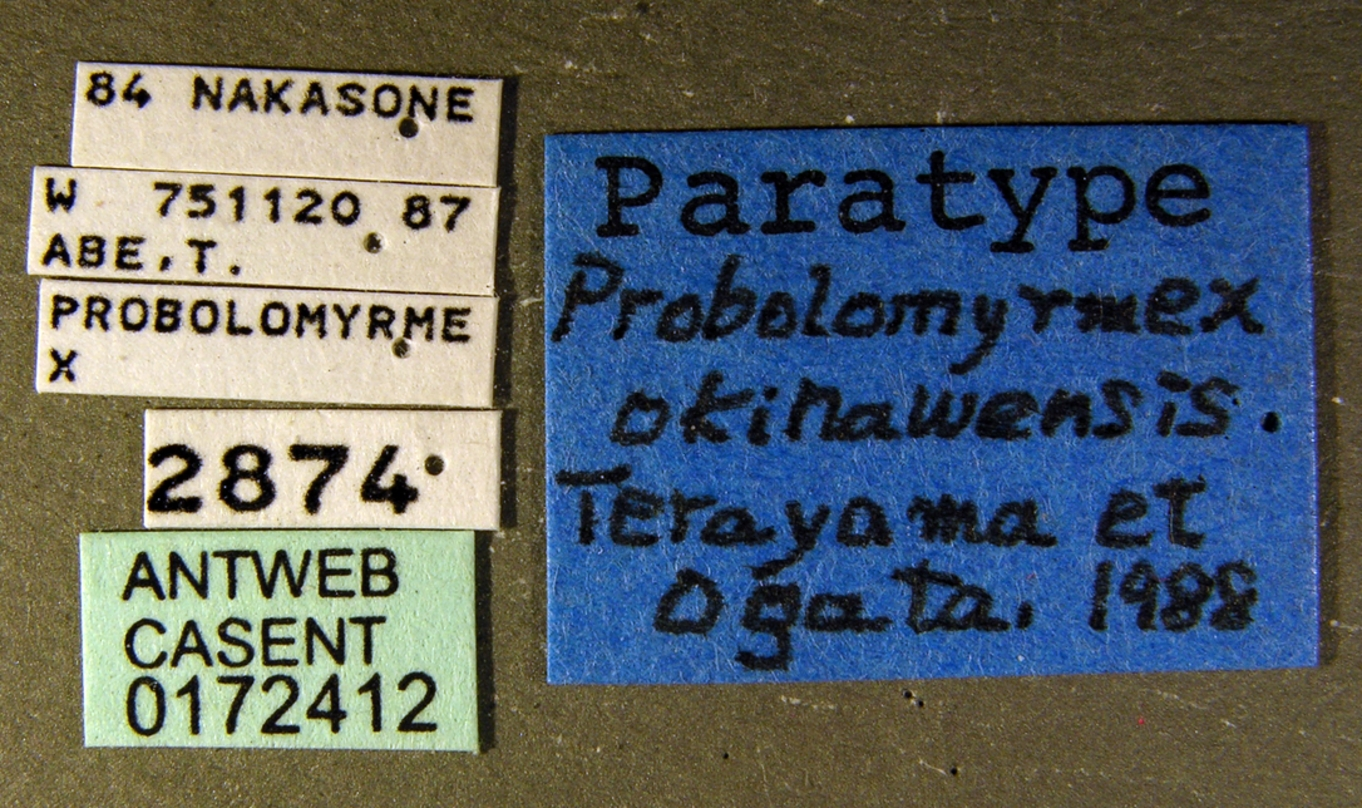
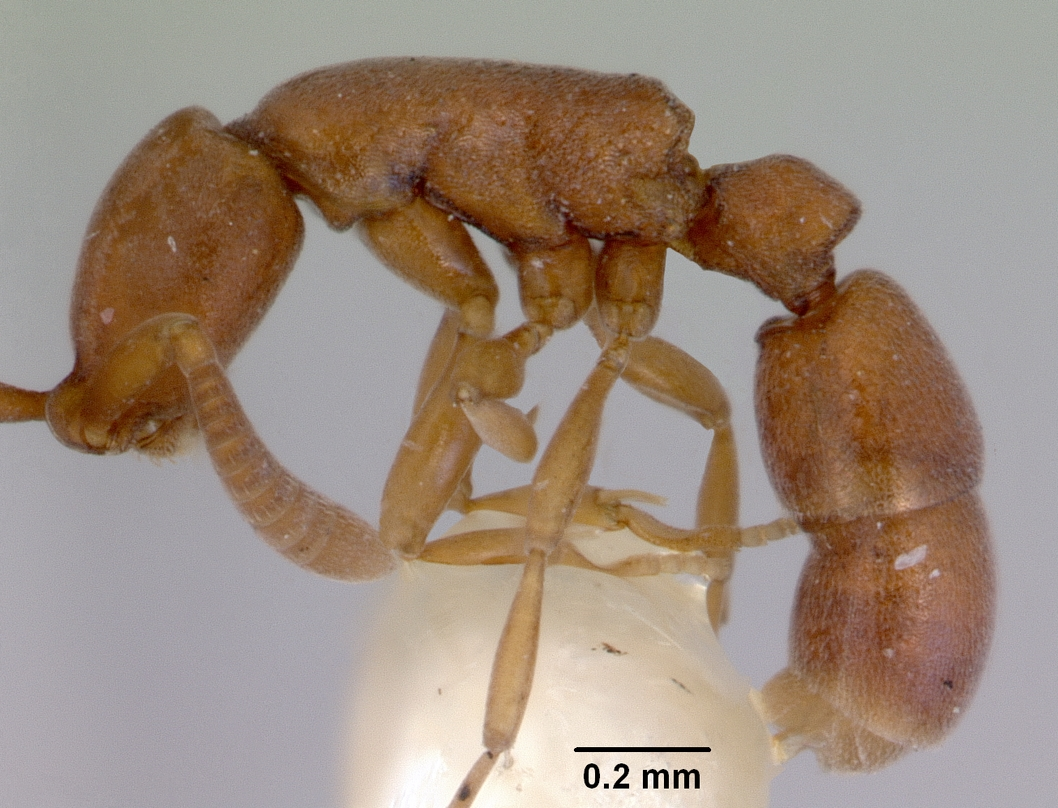